# Microdon lundura
Microdon lundura är en tvåvingeart som beskrevs av Charles Howard Curran 1942. Microdon lundura ingår i släktet myrblomflugor, och familjen blomflugor. Inga underarter finns listade i Catalogue of Life.